# Andreas Adam
Andreas Adam (* 1699; † 15. Mai 1746 in Dresden) war ein deutscher Architekt des Dresdner Barock. Er war kursächsischer Landbauschreiber und Hofmaurermeister.

## Leben
Im Jahr 1724 wird er in den Akten des Oberbauamtes Dresden genannt. Beim Schlossumbau in Moritzburg war er bis 1733 unter dem Oberlandbaumeister Carl Friedrich Pöppelmann beteiligt. Als Anerkennung verhalf ihn Pöppelmann im Jahr 1730 das Amt des Landbauschreibers mit einem Jahresgehalt von 175 Talern. In der Zeit von 1733 bis 1734 führte er im Auftrage seines Oberlandbaumeister die Umbauten auf der Großen Meißner Straße 15 durch, welches heute ein Gebäude des Hotels Bellevue und noch erhalten ist. Zwischenzeitlich wurden von ihm bürgerliche Wohnbauten in Dresden geschaffen. Er erarbeitete 1736 nach eigenen Plänen unter dem neuen Oberlandbaumeister Johann Christoph Knöffel für das Schloss Pillnitz ein neues Verwalterhaus mit eingeschossigen Stallflügel. Im Jahr 1737 errichtete er das neue Schloss in Leuben bei Oschatz. In der Königsstraße 5 in der Dresdner Neustadt baute er 1740 ein Wohnhaus, das im Zweiten Weltkrieg die Bombardierungen Dresdens überstanden hat. Neben dem Neustädter Rathaus entstand an der Ecke zur Rähnitzgasse das Haus Goldene Sonne. Auch fertigte er Pläne für Gebäude und Kirchen in Polen an. Im Jahr 1743 fertigte er für Sakralbauten in Sachsen die Pläne, so für Johnsbach bei Dippoldiswalde, dieser ward allerdings an den Zimmerermeister Johann Andreas Hünigen vergeben. Seine letzte Bautätigkeit in Dresden war auf der Sophienstraße 1 das Stadtwaldschlösschen, ein fünfgeschossiger massiver Bau mit dezenten Fassadenschmuck.
Sein Sohn Samuel († 1787 in Dresden) erlernte bei seinem Vater das Handwerk und wurde dessen Nachfolger als Landbauschreiber, außerdem ward ihm das Amt eines Jagdmaurermeisters verliehen. Nach der preußischen Bombardierung Dresdens während des Siebenjährigen Kriegs war er im Jahr 1764 bei der Wiederherstellung der Gebäude Hotel de Saxe und Palais Beichlingen beteiligt.

## Werke (Auswahl)
In Dresden entstanden durch ihn die Gebäude:
- Landhausstraße 4
- Köhlersches Haus, Frauenstraße 14 (vermutet)
- Blauer Stern, Große Meißner Gasse 11
- Thielemannsches Haus, Große Meißner Gasse 13
- Adamsches Haus, Sophienstraße 1
- Haus Goldene Sonne, Neustädter Markt 5
- Rampische Straße 4